# 도홍경

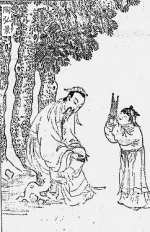

도홍경(陶弘景, 456년 ~ 536년)은 중국 남북조 시대의 도사(道士), 의학자(醫學者)이다. 도교(道敎)의 모산파(茅山派)의 개조(開祖)다. 자는 통명(通明). 은거(隱居)를 할 때는 화양은거(華陽隱居)라는 이름을 자칭하였고, 말년에는 자칭 화양진일(華陽眞逸)이라고 칭하였다.
얼굴이 수려하고 박학하고 다재다능한 시와 자고이래(自古以來)에 예술을 즐기고, 의약(醫藥), 점복(卜占), 역법(曆法), 경학(經學), 지리학(地理學), 박물학(博物學), 문예(文藝)에 정통하였다. 산속에 숨어 지내다가, 주로 야외에서 활동을 하여, 본초학(本草學)을 연구하는 오늘날에 한의학을 연구하는데 도움을 주었다. 또 책에 대해서 관심이 많아서 후대에 글을 쓰는 작가에게 영향을 주었다.